# Alfredo Brilhante da Costa
Alfredo Brilhante da Costa (Río de Janeiro, 5 de noviembre de 1904-ibídem, 8 de junio de 1980), más conocido como Brilhante, fue un futbolista brasileño.
Fue defensa, y jugó para la Selección de fútbol de Brasil en la Copa Mundial de 1930, jugando contra Yugoslavia. Ganó el Campeonato Carioca en 1924 y 1929.

## Clubes como jugador
- Bangu Atlético Clube
- Club de Regatas Vasco da Gama